# Andrea Sigona
Andrea Sigona (Genova, 10 maggio 1969) è un musicista italiano.

## Biografia
Andrea Sigona nasce a Genova il 10 maggio 1969. È un cantautore, suona chitarra, elettrica ed acustica, pianoforte e armonica.

## Attività musicale
Pubblica il primo disco nel 2008 dal titolo Passaggi, edito da Latlantide, sotto la produzione artistica di Giorgio Ravera, de La Rosa Tatuata. Nel disco sono presenti Marino e Sandro Severini dei Gang, nel brano "Natale '44" e, come autori, nel brano "Aprile". Tra gli altri ospiti Giorgio Ravera in “Sai che c’è” e gli Used Cars nella già citata "Aprile".
Nel 2008 Andrea Sigona apre i concerti dei Mercanti di Liquore e dei Gang, in due date in Sardegna e divide il palco con Renato Franchi e l'Orchestrina del suonatore Jones.
Nel 2009 pubblica il nuovo album “Santi & Delinquenti”, nuovamente autoprodotto e sempre edito da Latlantide. Tra le canzoni dell'album "Lasciami andare" dedicata a Don Andrea Gallo.
Sempre nel 2009 partecipa con un articolo con il brano inedito Rimani qui alla compilation “Dal Profondo” (Latlantide)  cui partecipano 171 artisti, per la costruzione di pozzi in Africa, uno dei quali intitolato alla memoria di Paolo Mozzicafreddo, ex batterista dei Gang.
Nel 2009-2010 partecipa a due date come musicista allo spettacolo di Daniele Biacchessi “Il Paese della Vergogna”, spettacolo che verrà poi edito su disco nella versione con i Gang. Con Daniele Biacchessi ha poi collaborato per lo spettacolo “Il lavoro rende liberi”, scrivendo e interpretando le canzoni e le parti musicali.
Nel 2012 aderisce al progetto di Daniele Biacchessi Associazione Ponti di Memoria, per la quale scriverà anche una canzone omonima.
Nel 2015 esce un suo inedito per Edo Parodi dal titolo “Edo” e lo stesso fa parte del DVD e del libro “Ciao Edo”.
Nel 2015 autoproduce l'album Memorie Ritrovate-il prologo con il patrocinio dell'ANPI di Genova e di Ponti di Memoria.
Nel 2016 partecipa con il brano "La ballata dell'innocenza" al documentario "Il sogno di Fausto e Iaio" di Daniele Biacchessi e Giulio Peranzoni.
Nel 2020 partecipa come apri concerto ai Modena City Ramblers nelle date di Genova per Music for Peace e Desio.
Nel 2022, grazie ad un lungo crowdfunding pubblica l'album "Klandestino": Sono 13 pezzi nuovi più altri dieci inediti, distribuiti in esclusiva ai produttori del progetto via WhatsApp insieme ai testi, riprodotti dai fogli originali della composizione con tanto di correzioni e cancellature. Tra i brani una cover di Claudio Lolli e alcuni brani già conosciuti, peché già pubblicati sui social.

## Discografia
- 2008 - "Passaggi"
- 2009 - "Santi & Delinquenti"
- 2015 - "Memorie Ritrovate-il prologo"
- 2022 - "Klandestino"